# Konrad Morgen

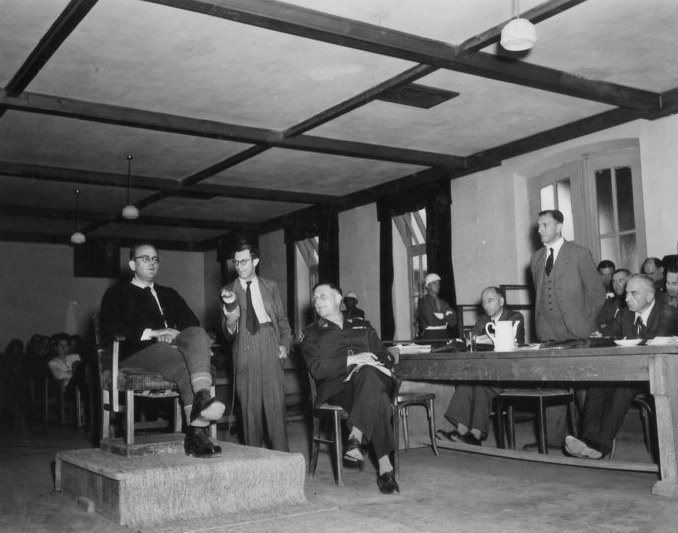
Konrad Morgen (links sitzend) als Zeuge der Verteidigung am 10. Juni 1947 im Zeugenstand des Buchenwald-Hauptprozesses

Valentin Georg Konrad Morgen (* 8. Juni 1909 in Frankfurt am Main; † 4. Februar 1982 ebenda) war ein deutscher Jurist, SS-Obersturmbannführer und SS-Richter. Er hatte in der Zeit des Nationalsozialismus den Auftrag, Korruption in der SS richterlich zu bekämpfen.

## Biografie

### Werdegang
Konrad Morgen wuchs als Kind eines Lokomotivführers in Frankfurt am Main auf und besuchte dort die Liebig-Oberrealschule. Er arbeitete nach der Reifeprüfung zunächst in einem Bankhaus. Danach studierte er Jura in Frankfurt, Rom, Berlin, Den Haag und Kiel. Während seines Studiums trat er der Hochschulgruppe der Deutschen Volkspartei (DVP) bei. Zum 1. Mai 1933 trat er der NSDAP bei (Mitgliedsnummer 2.536.236), seinen ähnlich späten Eintritt in die SS (SS-Nummer 124.940) erklärte er mit seinem Anstandsgefühl, das ihm verbot, sofort nach seinem Austritt aus der DVP überzulaufen. Er wurde 1936 in Frankfurt mit der Dissertation Kriegspropaganda und Kriegsverhütung zum Dr. jur. promoviert.
Am 1. April 1939 übernahm Konrad Morgen am Landgericht Stettin seine erste Stelle als Richter. Da Morgen einen Lehrer freigesprochen hatte, der für die körperliche Züchtigung eines Schülers verantwortlich war, wurde er aus dem Justizdienst entlassen. Nach Beginn des Zweiten Weltkrieges diente er bei der Waffen-SS im besetzten Posen, bis er 1940 als Richter am Hauptamt SS-Gericht in München eingesetzt wurde. Ab 1. Januar 1941 war Morgen am SS- und Polizeigericht in Krakau im Generalgouvernement tätig. Sein erster großer Prozess war gegen Georg von Sauberzweig, den Chef des Truppenwirtschaftslagers der Waffen-SS in Warschau. Sauberzweig hatte konfiszierte Waren auf dem Schwarzmarkt verkauft. Sauberzweig und einige Mitangeklagte wurden zum Tode verurteilt und hingerichtet. Die Verhaftung von Oskar Dirlewanger hingegen scheiterte, da dieser unter dem Schutz Gottlob Bergers stand.
Morgen bat 1942 um seine Versetzung nach Norwegen. Stattdessen wurde er von Heinrich Himmler 1942 des Amtes enthoben und rangmäßig vom SS-Obersturmführer zum SS-Sturmmann degradiert. Es folgte der Einsatz an der Ostfront bei der SS-Panzergrenadier-Division „Wiking“. Angeblich hatte er in einem Rassenschande-Fall einen Angeklagten freigesprochen. Morgen selbst sah aber auch seine Ermittlungen in Korruptionsfällen als ursächlich für seine Entlassung an, da zahlreiche SS-Größen sich durch ihn bedroht fühlten.
Ab Mai 1943 wurde er von Himmler persönlich am Reichskriminalpolizeiamt in Berlin mit der Untersuchung von Korruptionsfällen in Konzentrationslagern beauftragt. Er kam deshalb mit Christian Wirth in Kontakt, war unmittelbar mit der Vernichtungspolitik des SS-Staates vertraut und wurde, so eine Selbsteinschätzung, ein „Spezialist für Konzentrationslager-Verbrechen“. Dabei verstand er unter „Konzentrationslager-Verbrechen“ vorwiegend die Wirtschaftskriminalität im Zusammenhang mit dem konfiszierten Eigentum der KZ-Häftlinge und nicht etwa die institutionalisierten Verbrechen gegen die Menschlichkeit (welches als Tatbestand erst 1945 nach Kriegsende entstand). Allerdings ermittelte er auch bei einzelnen Tötungen, die Täter eigenmächtig verübt hatten. Ab Herbst 1944 war er SS-Chefrichter in Krakau und damit zuständig für das KZ Auschwitz. Im letzten Kriegsjahr war er SS-Richter in Breslau.

### Tätigkeit als SS-Richter
Nach Morgens eigenen Angaben autorisierte Himmler ihn, begonnene Untersuchungen im KZ Buchenwald fortzuführen. Dies führte zu Anklagen gegen den Lagerkommandanten Karl Koch, seine Frau Ilse und Mittäter wie Martin Sommer wegen Korruption, Mordes und Körperverletzung mit tödlichem Ausgang. Karl Koch wurde wegen Mordes zweimal zum Tode verurteilt und kurz vor Kriegsende hingerichtet. Konrad Morgen verurteilte einen weiteren Beteiligten, Waldemar Hoven, zum Tode. Das Urteil wurde jedoch nicht vollstreckt.
In einem anderen Fall hatte ein Wachmann des Vernichtungslagers Auschwitz-Birkenau mehr als ein Kilo umgeschmolzenes Zahngold mit einem Feldpostpaket an seine Frau schicken wollen. Das Gold war vom deutschen Zoll abgefangen worden. Im Zuge der daraus folgenden Ermittlungen suchte Konrad Morgen in seiner Funktion als SS-Richter auch das Vernichtungslager Auschwitz-Birkenau auf und ließ sich den Ablauf der Vernichtungsmaschinerie genau erklären. Dabei machte er nach späteren Angaben die Entdeckung, dass sich das Lagerpersonal gewerbsmäßig am Beutegut der Ermordeten bereicherte.
Morgen untersuchte in der Folge noch weitere Verbrechen in Konzentrationslagern, unter anderem auch im KZ Dachau, KZ Flossenbürg und KZ Lublin. Insgesamt wurden nach seiner eigenen Darstellung 800 Verfahren in Gang gesetzt, davon konnten 200 abgeschlossen werden.
Als Morgens Untersuchungen immer weiter um sich griffen und er auch gegen den Kommandanten des Konzentrationslagers Auschwitz ermittelte, musste er auf Befehl Himmlers im April 1944 seine Tätigkeit auf den Fall Koch beschränken und sonstige Untersuchungen einstellen.
Dennoch gelang es ihm, eine Reihe bekannter KZ-Kommandanten anzuklagen und teilweise zu verurteilen:
- Hermann Florstedt, Kommandant von Majdanek, wegen Korruption zum Tode verurteilt, Hinrichtung unsicher
- Hans Loritz, Kommandant von Sachsenhausen, Ermittlungen wegen des Tatverdachtes unerlaubter Tötungen
- Adam Grünewald, Kommandant von Herzogenbusch, wegen Misshandlungen von Häftlingen verurteilt und strafversetzt
- Karl Künstler, Kommandant von Flossenbürg, wegen Trunkenheit und ausschweifenden Lebenswandels abgesetzt
- Alex Piorkowski, Kommandant von Dachau, wegen Mordes angeklagt, aber nicht verurteilt
- Amon Göth, Kommandant des KZ Plaszow, Ermittlungen und Verurteilung 1944

### Nach Kriegsende
Morgen stellte sich beim CIC und wurde für knapp drei Jahre im Internierungslager Dachau inhaftiert. Er wurde im Nürnberger Hauptkriegsverbrecherprozess als Entlastungszeuge der Verteidigung vernommen, welche die angeklagte SS-Organisation vertrat. In seiner Vernehmung schilderte er das Konzentrationslager Buchenwald als idyllischen Ort. Bei der Frage, ob es sich bei der SS um eine verbrecherische Organisation gehandelt habe, behauptete er, der Befehl für den Aufbau der Vernichtungslager Sobibor, Treblinka und Belzec sei nicht von Heinrich Himmler, sondern von Hitler selbst ergangen. Für den Nürnberger Ärzteprozess verfasste Morgen eidesstattliche Erklärungen für die Verteidigung von Joachim Mrugowsky und Karl Brandt. Morgen war im August 1947 auch Zeuge der Verteidigung im Prozess Wirtschafts- und Verwaltungshauptamt der SS (USA vs. Oswald Pohl et al.). Kurz zuvor hatte er bereits im Juni 1947 als Zeuge der Verteidigung im Buchenwald-Hauptprozess ausgesagt, der im Rahmen der Dachauer Prozesse stattfand.
Eine Spruchkammer des Internierungslagers Ludwigsburg stufte Morgen 1948 als „Entlasteten“ ein. Er habe sich nicht der Rechtsbeugung oder Rechtsunterdrückung schuldig gemacht, sondern gegen die höchsten SS-Führer angekämpft und somit Widerstand geleistet. Er sei strafversetzt worden und habe sogar um sein Leben fürchten müssen.
Eugen Kogon bezichtigte Morgen, bei der Verfolgung von Korruptionsfällen mörderische Ermittlungsmethoden angewendet zu haben. Aufgrund einer Zeugenaussage Kogons stellte Raul Hilberg als Sachverhalt dar, dass ein wichtiger Belastungszeuge im Fall Karl Koch unvermutet verstarb. Konrad Morgen habe an einen Giftmord geglaubt und Reste des Mageninhalts an vier sowjetische Kriegsgefangene verabreichen lassen, die daraufhin verstorben seien. Vor einer anderen Spruchkammer relativierte Kogon seine belastende Aussage jedoch 1950 erheblich; ein Verfahren wegen der Tötung der russischen Kriegsgefangenen wurde am 6. März 1961 endgültig eingestellt. Ein weiteres Verfahren wegen Beteiligung an der Vernichtung ungarischer Juden wurde 1972 eingestellt.
Seine eigene Rolle als SS-Mitglied verharmloste Morgen später als Zeuge im 1. Frankfurter Auschwitzprozess. Seine dortige Aussage offenbart seine Wertungen, seine moralischen Maßstäbe und tradierte NS-Mentalität. Hinsichtlich seines Einsatzes in der SS-Einheit an der Ostfront hob er insbesondere die kameradschaftliche Treue hervor, die dort vorherrschte, bis in den Tod. Es habe sich bei ihnen um „junge Idealisten“ gehandelt, deren Ziel es gewesen sei, „die europäische Kultur zu verteidigen gegen den anbrandenden Bolschewismus“. Selbst eine Anklage Hitlers habe er durchdacht, schilderte er in seiner Aussage, die aber aufgrund des Führerprinzips und der daraus resultierenden Machtfülle Hitlers natürlich ausgeschlossen war.
Morgen war nach dem Krieg als Rechtsanwalt in Frankfurt am Main tätig und bis zum 19. Januar 1979 bei der dortigen Rechtsanwaltskammer registriert. Sein Nachlass wird im Archiv des Fritz Bauer Instituts in Frankfurt am Main aufbewahrt.

## Literarische Rezeption
Der deutsche Autor Volker H. Altwasser nutzte für seinen 2009 erschienenen Roman Die letzte Haut Morgens Ermittlungen im KZ Buchenwald als Vorlage. Ebenso tritt er in Jonathan Littells Roman Die Wohlgesinnten von 2006 auf.

## Filme
- Spielfilm Paradies, Russland/Deutschland, Erscheinungsdatum: 27. Juli 2017 (Deutschland), Regisseur Andrei Sergejewitsch Michalkow-Kontschalowski. Der deutsche Schauspieler Christian Clauß spielte eine Hauptrolle, nämlich den deutschen SS-Standartenführer Helmut von Axenberg, den Prototyp von Konrad Morgen.